# Prattsville (Arkansas)
Prattsville es un pueblo ubicado en el condado de Grant en el estado estadounidense de Arkansas. En el Censo de 2010 tenía una población de 305 habitantes y una densidad poblacional de 71,59 personas por km².

## Geografía
Prattsville se encuentra ubicado en las coordenadas 34°19′7″N 92°32′35″O / 34.31861, -92.54306. Según la Oficina del Censo de los Estados Unidos, Prattsville tiene una superficie total de 4.26 km², de la cual 4.24 km² corresponden a tierra firme y (0.36%) 0.02 km² es agua.

## Demografía
Según el censo de 2010, había 305 personas residiendo en Prattsville. La densidad de población era de 71,59 hab./km². De los 305 habitantes, Prattsville estaba compuesto por el 99.02% blancos, el 0.33% eran afroamericanos, el 0% eran amerindios, el 0% eran asiáticos, el 0% eran isleños del Pacífico, el 0.66% eran de otras razas y el 0% pertenecían a dos o más razas. Del total de la población el 0.66% eran hispanos o latinos de cualquier raza.